# Finnøy
Finnøy là một đô thị ở hạt Rogaland, Na Uy. Nó là một cộng đồng đảo nằm ở Boknafjorden, 13 hải lý (24 km) về phía bắc của Stavanger. Giáo xứ Finno được thành lập như là một đô thị ngày 1 tháng 1 năm 1838 (xem formannskapsdistrikt). Sjernarøy được sáp nhập với Finnøy ngày 01 tháng 1 năm 1965.
Finnøy là một cộng đồng nông nghiệp chủ yếu sản xuất sữa, thịt, gia cầm và sản phẩm cá nuôi, với truyền thống mạnh về nghề làm vườn, chủ yếu là trồng trong nhà kính cà chua, ngoài ra còn có nghề du lịch.